# Wieliczka

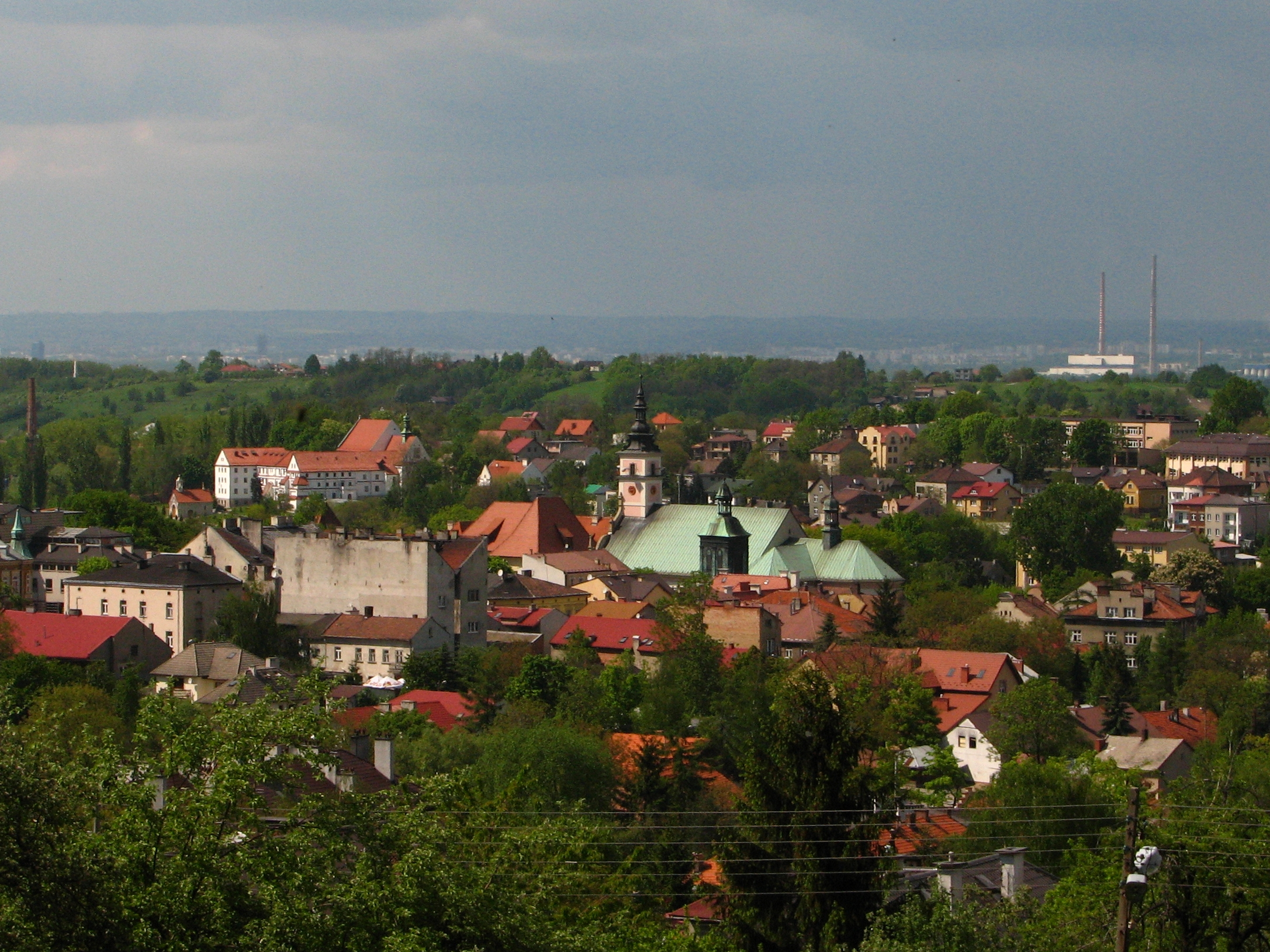
Vy över Wieliczka (2008).

Wieliczka är en stad i Lillpolen i södra Polen, belägen ca 13 km sydost om Kraków. 2006 var antalet invånare 18 849. Orten fick stadsrättigheter redan 1290. Wieliczka är mest känd för sina saltgruvor där gruvdrift pågick till 1996 och som är ett stort turistmål. Europaväg E40 går utanför staden.